# Cachuela España
Cachuela España ist eine Ortschaft im Departamento Santa Cruz im Tiefland des südamerikanischen Anden-Staates Bolivien.

## Lage im Nahraum
Cachuela España ist fünftgrößte Ortschaft des Municipios San Javier in der Provinz Ñuflo de Chávez. Die Gemeinde liegt auf einer Höhe von 248 m am rechten, östlichen Ufer des Río San Julián, dem Oberlauf des Río Itonomas, der flussabwärts in den Río Iténez, Grenzfluss zu Brasilien, mündet.

## Geographie
Cachuela España liegt im bolivianischen Tiefland in der Region Chiquitanía, einer in weiten Regionen noch wenig besiedelten Landschaft zwischen Santa Cruz und der brasilianischen Grenze.
Das Klima der Region ist ein semi-humides Klima der warmen Subtropen. Die monatlichen Durchschnittstemperaturen schwanken im Jahresverlauf nur geringfügig zwischen 20 °C in den Wintermonaten Juni und Juli mit kräftigen kalten Südwinden und etwa 25 °C von Oktober bis Februar (siehe Klimadiagramm San Javier).
Die jährliche Niederschlagsmenge liegt im langjährigen Mittel bei etwa 1000 mm, die vor allem in der Feuchtezeit von November bis März fällt, während die ariden Monate von Juni bis September Monatswerte zwischen 25 und 50 mm aufweisen.

## Verkehrsnetz
Cachuela España liegt in einer Entfernung von 200 Straßenkilometern nordöstlich von Santa Cruz, der Hauptstadt des Departamentos.
Von Santa Cruz aus führt die asphaltierte Nationalstraße Ruta 4 über 47 Kilometer in östlicher Richtung über Cotoca nach Pailón. Hier trifft sie auf die Ruta 9, die in nördlicher Richtung über Los Troncos und San Julián nach weiteren 148 Kilometern die Stadt Santa Cruz erreicht. Die Ruta 9 führt dann weiter über Trinidad in den äußersten Nordosten des Landes nach Guayaramerín an der brasilianischen Grenze.
Zwanzig Kilometer in nordwestlicher Richtung hinter San Ramón biegt von der Ruta 9 eine unbefestigte Landstraße in südwestlicher Richtung ab und erreicht Cachuela España nach weiteren fünf Kilometern.

## Bevölkerung
Die Einwohnerzahl der Ortschaft ist im vergangenen Jahrzehnt um etwa die Hälfte angestiegen:
| Jahr | Einwohner         | Quelle       |
| ---- | ----------------- | ------------ |
| 1992 | keine Detaildaten | Volkszählung |
| 2001 | 466               | Volkszählung |
| 2012 | 524               | Volkszählung |
| 2024 |                   | Volkszählung |